# (1585) Union
(1585) Union es un asteroide perteneciente al cinturón de asteroides descubierto por Ernest Leonard Johnson el 7 de septiembre de 1947 desde el observatorio Union de Johannesburgo, República Sudaficana.

## Designación y nombre
Union fue designado al principio como 1947 RG.
Posteriormente se nombró así por el observatorio desde el que fue descubierto.

## Características orbitales
Union está situado a una distancia media de 2,927 ua del Sol, pudiendo alejarse hasta 3,833 ua. Su excentricidad es 0,3092 y la inclinación orbital 26,19°. Emplea 1829 días en completar una órbita alrededor del Sol.